# Hondsrugderby
De Hondsrugderby is de naam voor de voetbalwedstrijd tussen de Nederlandse voetbalclubs FC Emmen en FC Groningen. De naam van de derby verwijst naar de Hondsrug, de rug in Drenthe en Groningen die zich uitstrekt tussen Emmen en de stad Groningen.
Sinds 1975 is de wedstrijd 22 keer gespeeld. FC Emmen wist acht keer te winnen, vier keer werd het een gelijkspel en tien keer wist FC Groningen te winnen.
Tussen 1998 en 2000 werd deze wedstrijd vier keer in de Eerste divisie gespeeld, daarvoor stonden de teams alleen in de KNVB Beker enkele keren tegenover elkaar. In 2018 wist FC Emmen voor het eerst in de clubgeschiedenis te promoveren naar de Eredivisie, sindsdien is de wedstrijd meer een derby geworden.

## Uitslagen
| Seizoen | Competitie          | Thuisploeg   | Uitslag | Uitploeg     | Doelpuntenmakers                                                               | Doelpuntenmakers                                      |
| Seizoen | Competitie          | Thuisploeg   | Uitslag | Uitploeg     | Thuisploeg                                                                     | Uitploeg                                              |
| ------- | ------------------- | ------------ | ------- | ------------ | ------------------------------------------------------------------------------ | ----------------------------------------------------- |
| 1946/47 | Eerste klasse Noord | GVAV         | 2–1     | Emmen        | Niet bekend                                                                    | Niet bekend                                           |
| 1946/47 | Eerste klasse Noord | Emmen        | 1–3     | GVAV         | Jan Eerenstein                                                                 | Niet bekend, Willy Hazeveld, Niet bekend              |
| 1947/48 | Eerste klasse Noord | Emmen        | 0–3     | GVAV         |                                                                                | Thomas Hazeveld, Willem van der Beek, Thomas Hazeveld |
| 1947/48 | Eerste klasse Noord | GVAV         | 2–2     | Emmen        | Niet bekend                                                                    | Niet bekend                                           |
| 1948/49 | Eerste klasse Noord | Emmen        | 0–4     | GVAV         |                                                                                | Johnny de Grooth, Chris Pals sr., Henk Ludolphy (2x)  |
| 1948/49 | Eerste klasse Noord | GVAV         | 1–3     | Emmen        | Niet bekend                                                                    | Niet bekend                                           |
| 1975/76 | KNVB Beker          | Emmen        | 2–1     | FC Groningen | Henk Kruize, Tinus Doek                                                        | Herman Dijkstra                                       |
| 1994/95 | KNVB Beker          | FC Groningen | 1–0     | Emmen        | Mariano Bombarda                                                               |                                                       |
| 1996/97 | KNVB Beker          | Emmen        | 4–2     | FC Groningen | Michel van Oostrum (3x), Henry Meijerman                                       | Raymond Beerens (2x)                                  |
| 1996/97 | KNVB Beker          | Emmen        | 0–3     | FC Groningen |                                                                                | Mariano Bombarda, Mathias Rosén, Dean Gorré           |
| 1998/99 | Eerste divisie      | FC Groningen | 0–3     | Emmen        |                                                                                | Eric van Veldhuizen, Roy Stroeve, Michel van Oostrum  |
| 1998/99 | Eerste divisie      | Emmen        | 1–0     | FC Groningen | Roy Stroeve                                                                    |                                                       |
| 1998/99 | KNVB Beker          | FC Groningen | 7–0     | Emmen        | Magno Mocelin (3x), Harris Huizingh (2x), Hugo Alves Velame, Sander van Gessel |                                                       |
| 1999/00 | Eerste divisie      | Emmen        | 2–1     | FC Groningen | Peter Hofstede, Berend Oosting                                                 | Hans Visser                                           |
| 1999/00 | Eerste divisie      | FC Groningen | 2–0     | Emmen        | Joost Broerse, Ivar van Dinteren                                               |                                                       |
| 1999/00 | Nacompetitie        | FC Groningen | 5–0     | Emmen        | Hans Visser (2x), Gregoor van Dijk, Martin Drent, Melchior Schoenmakers        |                                                       |
| 1999/00 | Nacompetitie        | Emmen        | 0–1     | FC Groningen |                                                                                | Magnus Johansson                                      |
| 2002/03 | KNVB Beker          | Emmen        | 0–1     | FC Groningen |                                                                                | Joost Broerse                                         |
| 2018/19 | Eredivisie          | FC Groningen | 1–2     | FC Emmen     | Mimoun Mahi                                                                    | Nicklas Pedersen (2x)                                 |
| 2018/19 | Eredivisie          | FC Emmen     | 1–0     | FC Groningen | Michael Chacón                                                                 |                                                       |
| 2019/20 | Eredivisie          | FC Emmen     | 0–1     | FC Groningen |                                                                                | Ajdin Hrustic                                         |
| 2019/20 | Eredivisie          | FC Groningen | 2–0     | FC Emmen     | Kaj Sierhuis (2x)                                                              |                                                       |
| 2020/21 | Eredivisie          | FC Groningen | 1–1     | FC Emmen     | Alessio Da Cruz                                                                | Glenn Bijl                                            |
| 2020/21 | Eredivisie          | FC Emmen     | 0–4     | FC Groningen |                                                                                | Alessio Da Cruz (2x), Bart van Hintum, Paulos Abraham |
| 2020/21 | KNVB Beker          | FC Emmen     | 2–1     | FC Groningen | Glenn Bijl, Anco Jansen                                                        | Ramon Pascal Lundqvist                                |
| 2022/23 | Eredivisie          | FC Emmen     | 0–0     | FC Groningen |                                                                                |                                                       |
| 2022/23 | Eredivisie          | FC Groningen | 1–1     | FC Emmen     | Ricardo Pepi                                                                   | Miguel Araujo                                         |
| 2023/24 | Eerste divisie      | FC Groningen | 0–0     | FC Emmen     |                                                                                |                                                       |
| 2023/24 | Eerste divisie      | FC Emmen     | 0–3     | FC Groningen |                                                                                | Thom van Bergen, Leandro Bacuna, Romano Postema       |

## Statistieken
| Wedstrijdstatistieken                                                                                 | Wedstrijdstatistieken | Wedstrijdstatistieken | Wedstrijdstatistieken | Wedstrijdstatistieken | Wedstrijdstatistieken | Wedstrijdstatistieken | Wedstrijdstatistieken |
| Competitie                                                                                            | Wedstr.               | Emmen                 | Gelijk                | Groningen             | DEMM                  | DGRO                  |                       |
| --- | --------------------- | --------------------- | --------------------- | --------------------- | --------------------- | --------------------- | --------------------- |
| Eredivisie                                                                                            | 8                     | 2                     | 3                     | 3                     | 5                     | 10                    |                       |
| Eerste divisie                                                                                        | 5                     | 3                     | 1                     | 1                     | 6                     | 3                     |                       |
| Play-offs                                                                                             | 2                     | 0                     | 0                     | 2                     | 0                     | 6                     |                       |
| KNVB Beker                                                                                            | 7                     | 3                     | 0                     | 4                     | 8                     | 16                    |                       |
| TOTAAL                                                                                                | 22                    | 8                     | 4                     | 10                    | 19                    | 35                    |                       |
| Tabel voor het laatst bijgewerkt tot de wedstrijd FC Groningen – FC Emmen (0 – 0) op 23 oktober 2023. |                       |                       |                       |                       |                       |                       |                       |